# Estación del Norte (Valencia)
La estación del Norte (en valenciano Estació del Nord), también conocida como Valencia-Norte o Valencia-Estación del Norte, o históricamente Valencia-Término, es la principal estación de ferrocarril de la ciudad española de Valencia. En 2010 recibió más de 14 millones de pasajeros de los cuales más de 11 millones se correspondían con sus servicios de Cercanías. 
Es una estación terminal de carácter monumental y estilo modernista valenciano inaugurada en 1917 por la Compañía de los Caminos de Hierro del Norte de España, quien encargó su construcción a uno de los arquitectos de la compañía, Demetrio Ribes. En 1941, tras la nacionalización del ferrocarril de ancho ibérico, pasaría a manos de la recién creada Red Nacional de los Ferrocarriles Españoles (RENFE). La estación destaca tanto por su riqueza ornamental como sus grandes proporciones. En 1983 fue catalogada como Bien de Interés Cultural. Goza también de la consideración de estación histórica por parte de Adif.
Está situada en el centro de la ciudad junto a la plaza de toros y a apenas 200 m del ayuntamiento. Dispone de conexiones con las líneas 3, 5, 7, 9 y 10 del metro de la ciudad y con la red de autobuses urbanos. La estación de Valencia-Joaquín Sorolla se encuentra a 800 m. Al sur de esta estación. Ambas estaciones están comunicadas por un itinerario peatonal.

## Situación ferroviaria
La estación, que se encuentra a 15,15 metros de altitud, forma parte de los trazados de las siguientes líneas férreas:
- Línea férrea de ancho ibérico Valencia-Tarragona, punto kilométrico 0,0.[7]
- Línea férrea de ancho ibérico Madrid-Valencia, punto kilométrico 112,7.[7]

En el pasado la estación también fue cabecera de la línea Valencia-Liria y terminal de la línea Aranjuez-Valencia.

## Historia

### Orígenes y construcción
Los antecedentes de la estación se remontan a 1851, cuando los ingenieros James Beatty y Dómingo Cardenal construyeron cerca de la actual plaza del ayuntamiento una estación para la futura línea Valencia-Játiva. Era un edificio de aspecto clásico, con un pórtico en cada extremo, decorado con cuatro columnas dóricas. Fue puesta en funcionamiento el 21 de marzo de 1852 con la apertura de la línea de algo más de 6 km que unía Valencia con la zona portuaria de El Grao. Este trazado se enfrentó a dos grandes dificultades: las murallas de la ciudad y la oposición de determinados sectores que veían peligrar sus negocios con la llegada del tren.

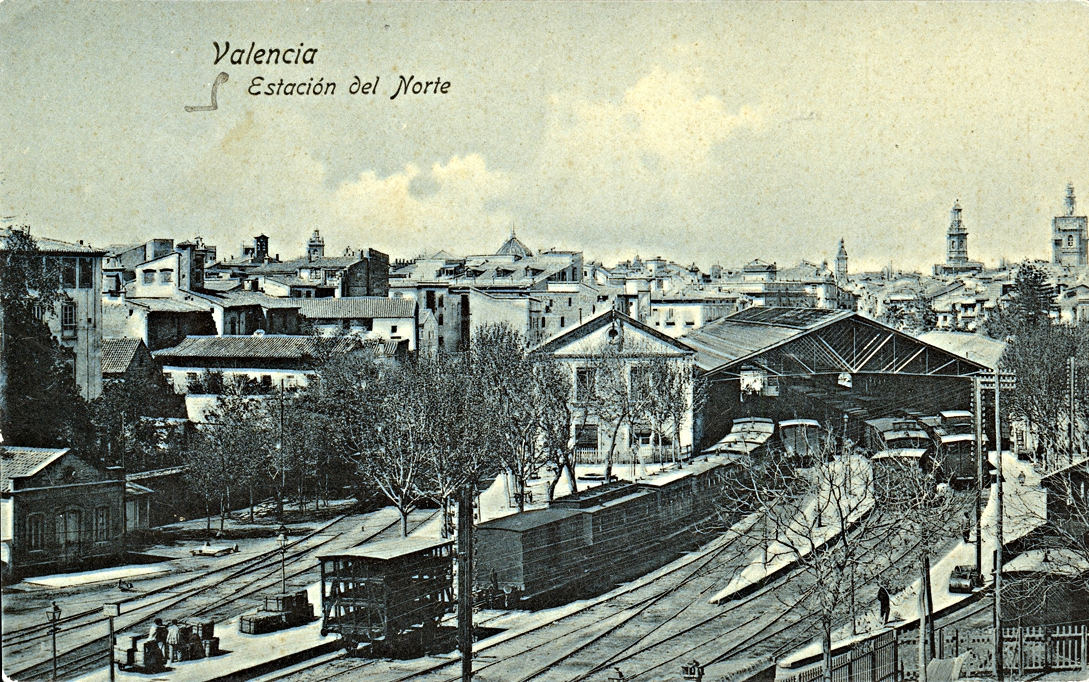
Vista de la antigua estación del Norte, en una postal de 1906.

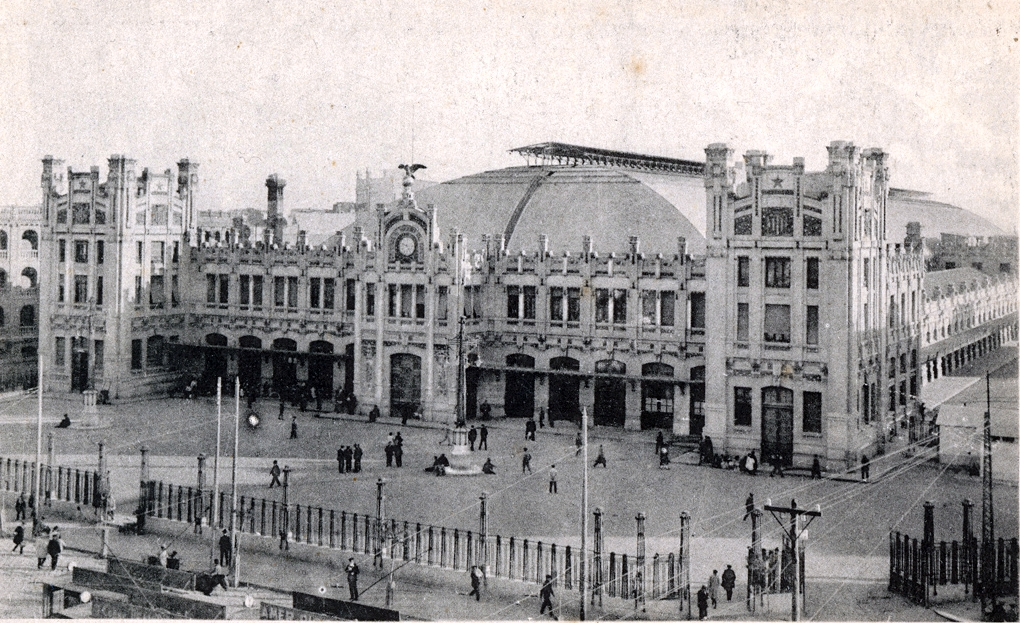
Vista de la fachada de la estación del Norte, en una antigua postal.

En 1854, otro trazado que partía de Valencia logró alcanzar Játiva en lo que era el primer paso de la expansión del ferrocarril en la zona. Esta expansión continuaría hasta Almansa (1859) y Tarragona (1865), facultando con ello las conexiones hacia Madrid y Barcelona, respectivamente. Sin embargo, las instalaciones originales de Valencia no tardaron en revelarse como insuficientes para absorber la creciente actividad ferroviaria. Esta circunstancia llevó a la Sociedad de los Ferrocarriles de Almansa a Valencia y Tarragona (AVT), titular de los distintos trazados, a buscar soluciones. Las mismas pasaban por encontrar un nuevo terreno donde poder edificar el nuevo recinto. Se sucedieron así los estudios y propuestas que en algunos casos derivaron en pleitos debido a desacuerdos entre la compañía y los titulares de los terrenos que se pretendía expropiar. En 1889 el fallecimiento de José Campo Pérez, impulsor de la compañía AVT, supuso un duro golpe a la misma. La nueva situación llevaría a que dos años después la AVT fuese adquirida por la Compañía de los Caminos de Hierro del Norte de España, que no abandonó el proyecto de nueva estación.
Para entonces, a pesar de la relevancia de las instalaciones de «Norte», en la capital valenciana se encontraban operativas otras estaciones de ferrocarril de cierta importancia. Este era el caso de Valencia-Alameda, terminal de la línea Calatayud-Valencia, o de Valencia-Cuarte, cabecera de la línea Valencia-Liria. También destacaba la estación de Santa Mónica, de las líneas de vía estrecha.
La compañía Norte decidió encargar la construcción de su nueva estación en Valencia al joven arquitecto Demetrio Ribes, arquitecto de la empresa que ya había trabajado en la estación del Norte de Madrid. En 1906 este presentó un proyecto inicial que preveía separar el recinto entre mercancías y viajeros; dentro de esta última zona, se separaría entre grandes líneas y cercanías. El 2 de agosto de 1907 se iniciaron unas obras que no concluyeron hasta 1917. La inauguración, sin grandes alardes, se realizó el 8 de agosto de 1917. La nueva estación tenía una superficie de más de 15 000 m² —frente a los 5000 m² de la antigua— y estaba cubierta con una amplia marquesina metálica de 24,5 m de altura obra de Enrique Grasset.

### Los años de esplendor
Tras su entrada en servicio, la estación se convirtió en una de las principales de la red de «Norte», siendo la cabecera de las líneas Valencia-Utiel, Valencia-Almansa y Valencia-Tarragona. Desde sus andenes salían los trenes con destino a Alcoy, Castellón, Játiva, Gandía, Utiel, Alicante, Barcelona y Madrid. Ello se traducía en una intensa actividad ferroviaria a lo largo del día. El complejo ferroviario disponía numerosas instalaciones: además del monumental edificio de viajeros había una estación anexa de mercancías con muelles y una playa de vías para labores clasificación, un depósito de locomotoras con cocheras y rotonda, depósitos de agua y edificios administrativos. 

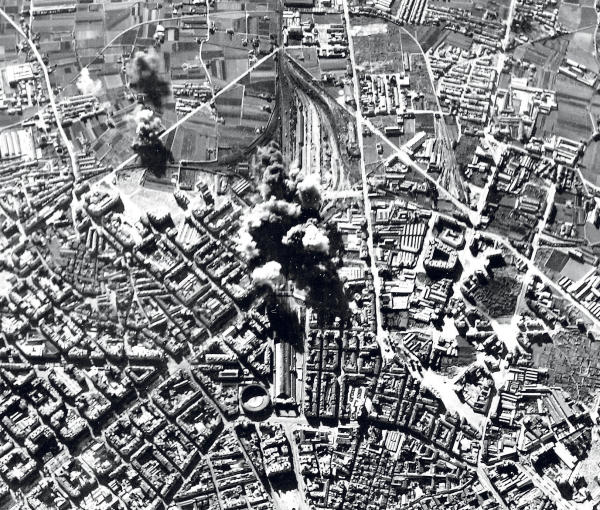
Bombardeo de las instalaciones ferroviarias de Valencia en 1937.

Durante el transcurso de la Guerra Civil el complejo ferroviario fue bombardeado intensamente por la aviación del Bando sublevado, resultando dañadas las instalaciones. No hay que olvidar el hecho de que entre 1936 y 1937 la ciudad acogió la sede del gobierno y ejerció de hecho como capital de la República. Como consecuencia, las autoridades llegaron a construir un refugio antiaéreo debajo de la estación, situado en el ala izquierda del edificio, que disponía de tres accesos diferentes y una longitud de unos 100 m. En 1940, debido a la pésima situación financiera en que se encontraba la propietaria de la línea Valencia-Liria, la compañía «Norte» asumió la explotación de la misma. Desde entonces ―y tras realizar un empalme entre líneas― los trenes con destino a Liria comenzaron a salir desde la estación de Valencia-Término, desplazando a la histórica de estación de Valencia-Cuarte.
En 1941 la nacionalización de los ferrocarriles de ancho ibérico supuso la desaparición de «Norte» y la creación de la Red Nacional de los Ferrocarriles Españoles (RENFE), que se hizo cargo de las instalaciones. Valencia-Término se consolidó bajo RENFE como un importante nudo ferroviario, dado que era la terminal de varias líneas férreas y mantenía conexiones con numerosos puntos de España. Entre 1980 y 1982 la estación fue sometida a trabajos de rehabilitación. Debido a sus características arquitectónicas y a sus atributos ornamentales, fue declarada como Monumento Histórico Artístico en 1961 y Bien de Interés Cultural en 1983.

### Etapa reciente
Desde enero de 2005 el organismo Adif es el titular de las instalaciones ferroviarias, mientras la explotación corre a cargo de Renfe Operadora.
Durante la década de los 2000 la red ferroviaria al sur de Valencia fue reformada de cara a la construcción de la nueva línea de alta velocidad Madrid-Levante. Durante el transcurso de las mismas el tramo final de la línea Aranjuez-Valencia fue suprimido, perdiendo así la estación del Norte la histórica condición de terminal del trazado procedente de Utiel. Además, la mayor parte de la línea Valencia-Liria fue desmantelada para en su lugar ser sustituida por la línea 5 de Metrovalencia. En 2010 entró en funcionamiento la estación de Valencia-Joaquín Sorolla, situada a 800 m al sur de Valencia-Norte y destinada a acoger los servicios de Alta Velocidad.
El 30 de junio de 2025, se inauguró una conexión peatonal entre Joaquín Sorolla y la Estación del Norte.

## La estación

### Situación

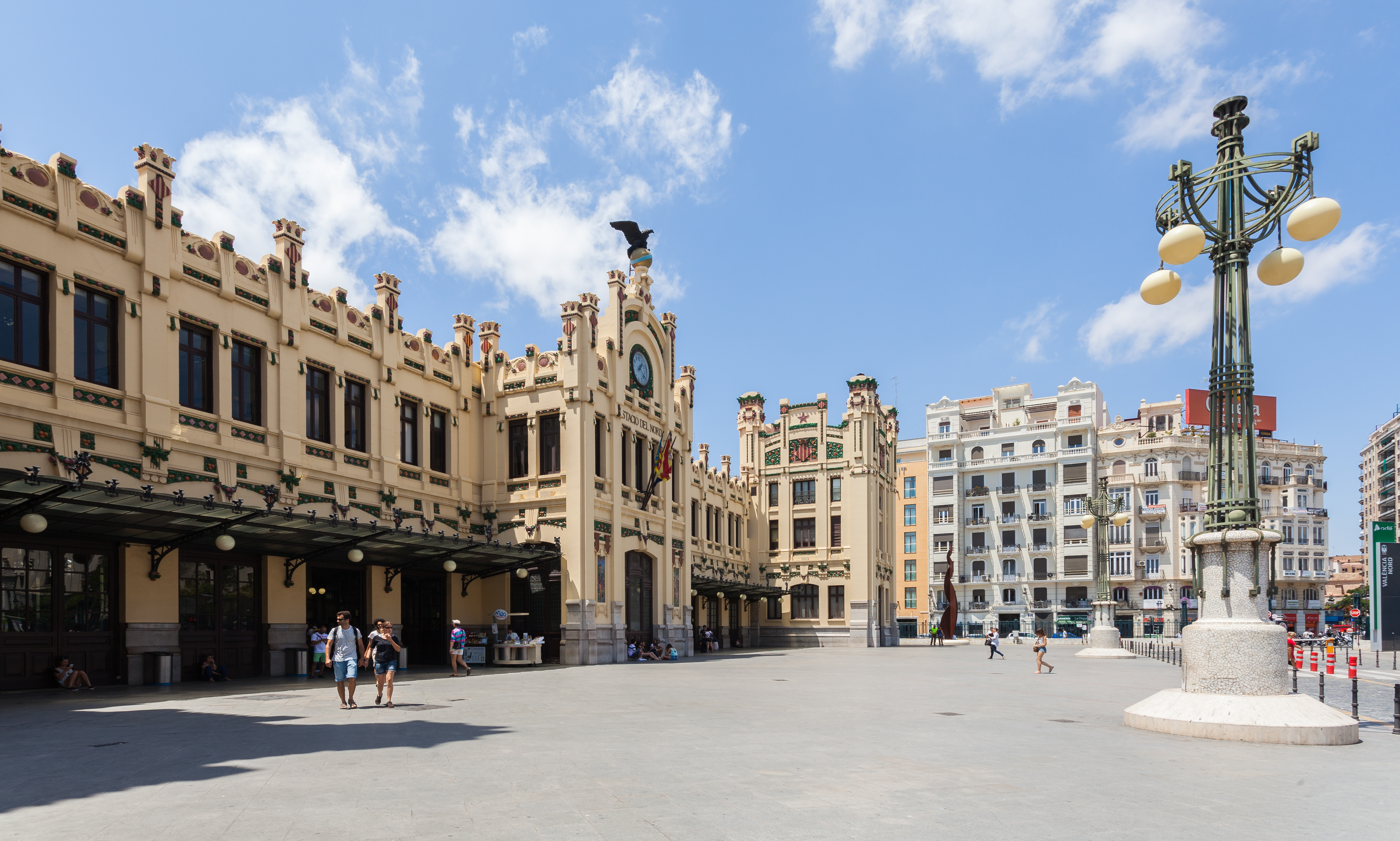
Vista lateral

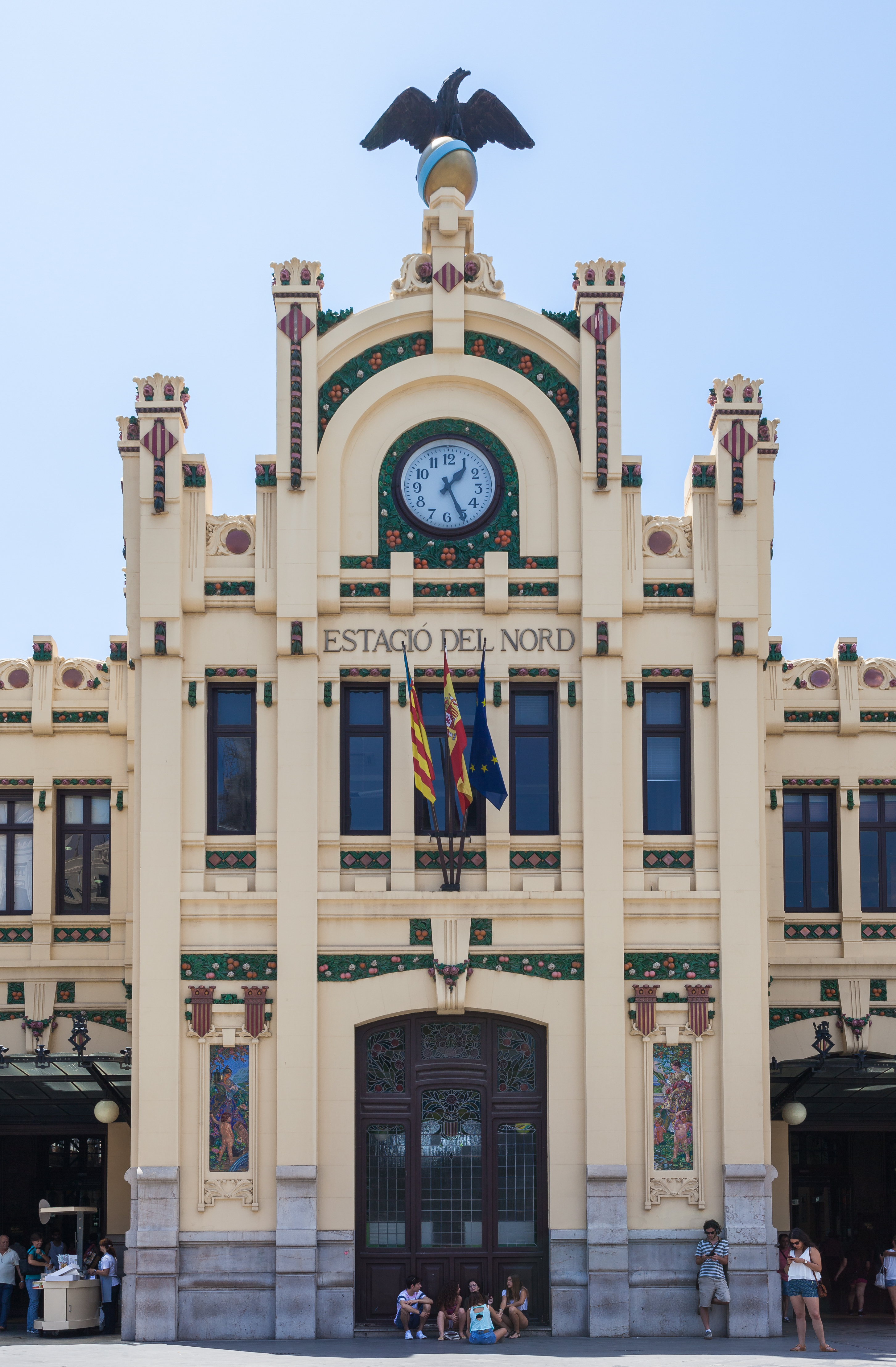
Entrada principal

La entrada principal a la estación está situada en la calle Játiva 24, al sur del distrito de Ciutat Vella, si bien tiene otro acceso en la calle Bailén esquina Matemático Marzal. El conjunto de vías y edificio está flanqueado por las calles Alicante y Bailén al este y oeste respectivamente y Játiva al norte. Al sur discurre el haz común de líneas ferroviarias que parten de esta estación terminal. Esta estación se encuentra al extremo sur del centro histórico de la ciudad de Valencia, pues al extremo norte del centro histórico, se encuentra la estación de Pont de Fusta de la línea 4 de Metrovalencia (antigua estación de FEVE). Ambas estaciones son de fachada monumental, céntricas en Valencia y las dos estaciones se encuentran a una altitud de 15 metros sobre el nivel del mar.

### Descripción

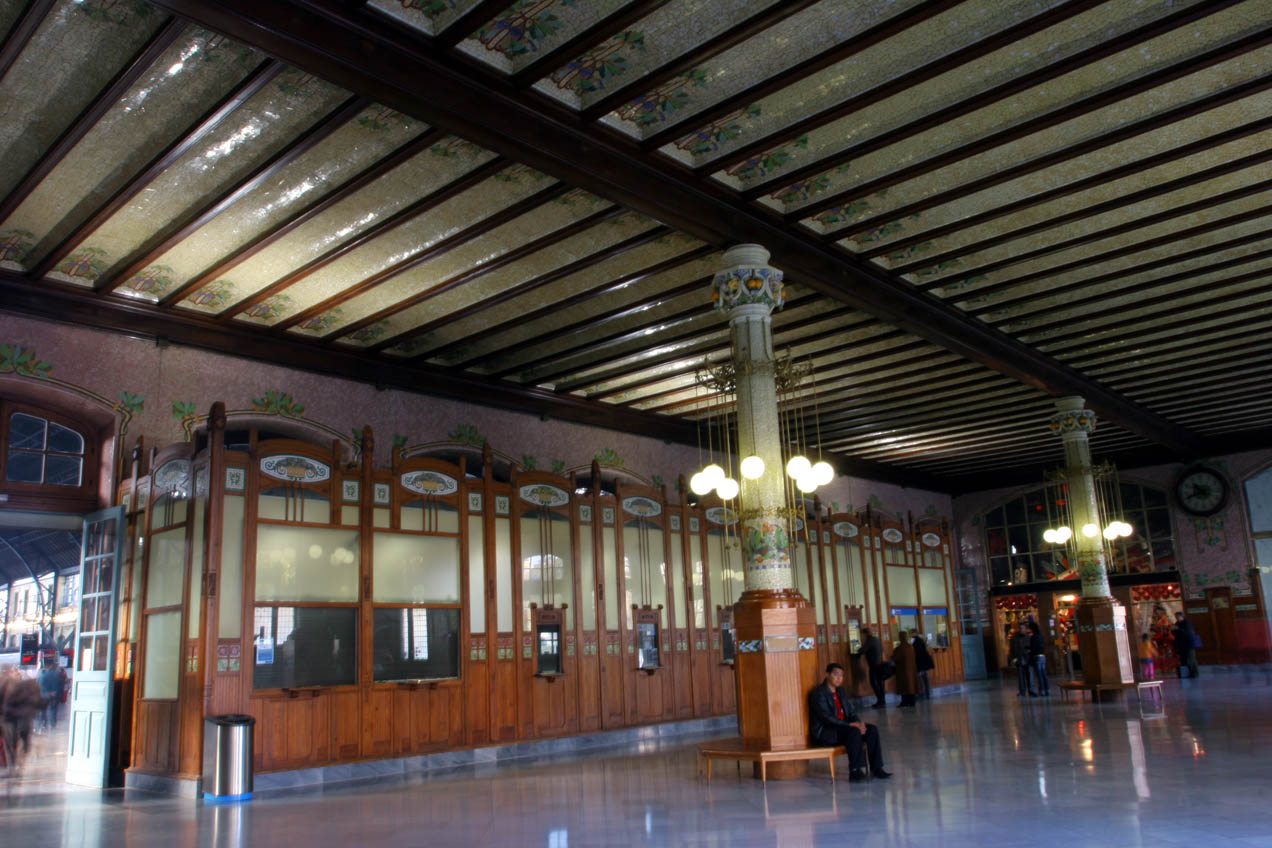
Vestíbulo de la estación

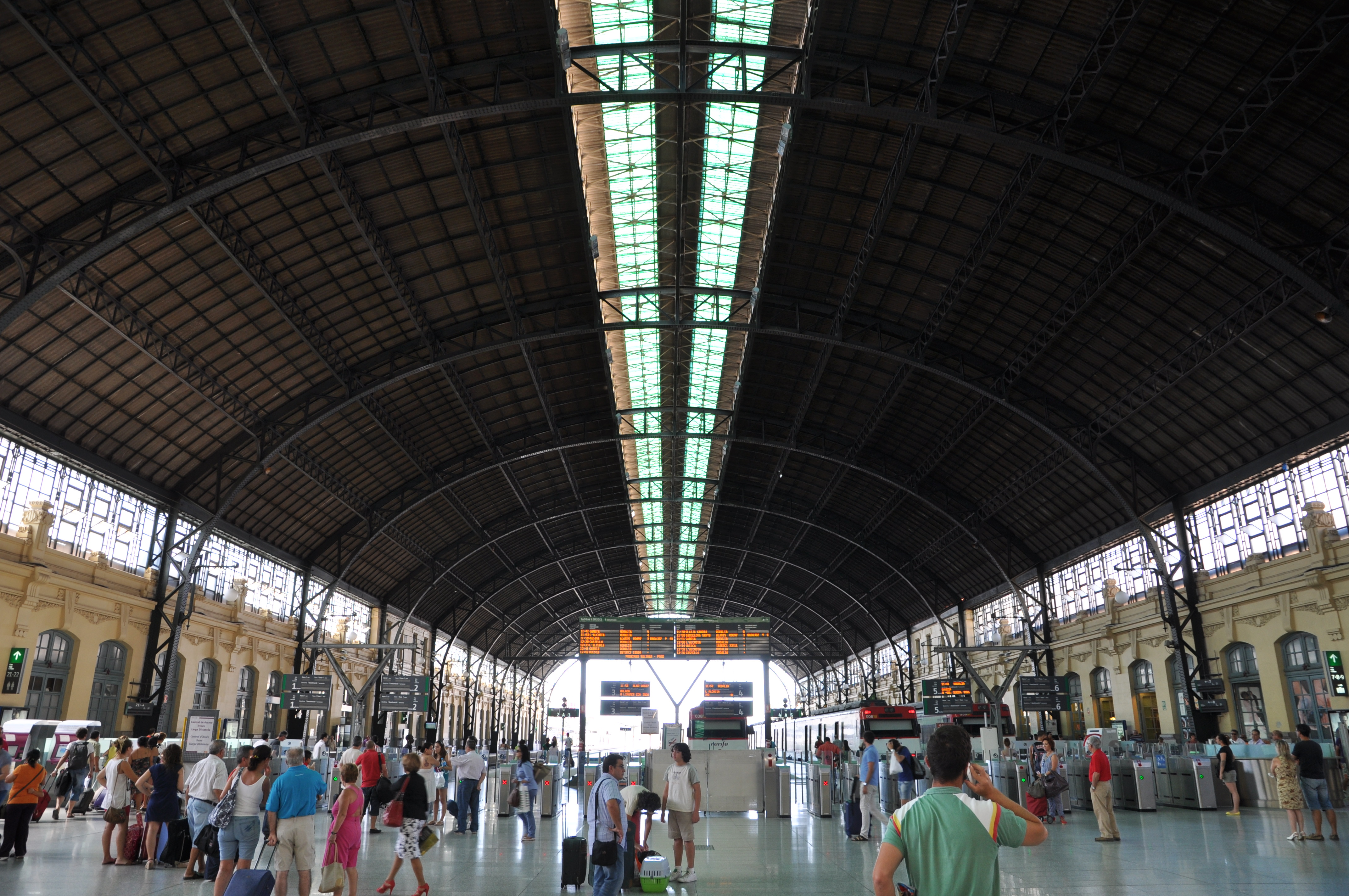
Bajo la marquesina de la estación

El edificio es de planta rectangular con dos zonas claramente diferenciadas: el gran hangar, de planta igualmente rectangular y cerrado con estructura de arcos articulados de acero laminado, y el edificio de viajeros propiamente dicho, de planta en U y pilares independientes de la estructura del hangar. 
Se enmarca en el estilo modernista, donde se aprecian las influencias de la vertiente europea de la Sezession, y especialmente con Otto Wagner, a cuya influencia se añadirían, por un lado reminiscencias del gótico perpendicular inglés junto con inicios de lo que más tarde sería el racionalismo. En su construcción se emplearon nuevos materiales introducidos a finales del siglo anterior, como la estructura metálica en forma de marquesina. La estación dispone de una fachada horizontalista, con tres cuerpos de edificación resaltados en forma de torreones. Estos cuerpos avanzan con respecto a la línea general de edificación y se sitúan a los extremos y en el centro.
Su fachada, con motivos vegetales, naranjas y flores de azahar, se inspira en la agricultura valenciana e incluye, entre otras referencias a la ciudad, las cuatro barras rojas sobre fondo oro del escudo heráldico valenciano. Destaca la repetición constante del escudo de la ciudad como remate de las marquesinas, así como elementos emblemáticos alusivos a la Compañía de los Caminos de Hierro del Norte de España como la estrella de cinco puntas y el águila, símbolo de la velocidad, que remata el cuerpo central del edificio. La decoración es completada en el bloque central por dos mosaicos de José Mongrell simétricamente colocados.
La ornamentación del interior del edificio se realizó, con cerámicas vidriadas, trencadís y mosaico de la fábrica de "La Ceramo" de Benicalap. En su vestíbulo, una combinación de maderas, cristal y mármol fusionan calidez, transparencia y brillo. Tiene un sinfín de elementos decorativos de cerámica, madera, metal, vidrio y otros materiales. La cubierta principal de la nave central, que cubre las vías, tiene forma de arco y guías que representan las vías del tren. Asimismo, tiene una gran abertura longitudinal destinada a que antiguamente escaparan los humos de las máquinas a vapor.
Los zócalos de cada puerta o ventanal interior del vestíbulo están hechos de madera y en los más altos se puede leer el lema "buen viaje" en distintos idiomas. Sus grandes ventanales presentan una rosa en su parte superior. Otro rasgo típico del Modernismo que se aprecia en la estación es la integración de todas las artes en una misma edificación: arquitectura, escultura, pintura y artes decorativos.

### Servicios
La planta baja está exclusivamente destinada al público, mientras que el entresuelo y primer piso se destinan a oficinas. Cuenta con venta de billetes, puntos de información, máquinas de autoventa, aseos y consignas. Dispone también de locales comerciales que incluyen tiendas de regalos, cafeterías y restaurantes, cajeros, quiosco de prensa, puestos de lotería y una parafarmacia. El recinto está adaptado a las personas con discapacidad física, psíquica y sensorial.
En el exterior hay tres zonas de aparcamiento habilitadas y las paradas de metro, taxi y autobuses urbanos.

### Distribución y uso de vías
La estación dispone de un total de 10 vías destinadas a la parada de trenes que presten servicio de viajeros. De estas vías, las numeradas del 1 al 6 llegan hasta el vestíbulo principal de la estación, las numeradas 7 y 8 quedan situadas en el lado oeste de la estación situándose sus toperas 100 m antes que las de las vías 1 a 6 y las otras dos numeradas como 21 y 22 quedan situadas al lado este de la estación, junto a la calle Alicante, y las toperas están a unos 120 m de las de las vías 1 a 6.
| Vía | Líneas/destinos                                                   |
| --- | ----------------------------------------------------------------- |
| 1   | Larga Distancia y Media Distancia Cercanías                       |
| 2   | Larga Distancia y Media Distancia Cercanías                       |
| 3   | Larga Distancia y Media Distancia. Cercanías y algunos            |
| 4   | Media Distancia Cercanías y algunos                               |
| 5   | Media Distancia Cercanías y algunos                               |
| 6   | Media Distancia (sectores A y B). Cercanías y algunos (sector C). |
| 7   | Cercanías (sectores C, D y E).                                    |
| 8   | Cercanías (sectores C, D y E).                                    |
| 21  | Cercanías (sectores C, D, E y F).                                 |
| 22  | Cercanías (sectores C, D, E y F).                                 |

## Servicios ferroviarios

### Larga distancia
Dispone de conexiones de larga distancia que la unen principalmente con Barcelona, Tarragona, Sevilla, Murcia, Cartagena y Lorca. Dichos trayectos se cubren principalmente con trenes Talgo.

### Media distancia
La estación del Norte posee un elevado tráfico de trenes de Media Distancia que unen Valencia con las ciudades de Murcia, Cartagena, Elche, Alicante, Albacete, Ciudad Real, Cuenca y Madrid, Villena, Alcoy, Barcelona, Zaragoza, Huesca y Tortosa.

### Cercanías
Valencia-Norte es el terminal de las líneas C-1, C-2, C-3, C-5 y C-6. Eso implica que todas las líneas de Cercanías Valencia confluyen en la estación siendo este el punto donde concluyen más líneas de la red. Algunos de los trayectos operados son CIVIS lo que permite conexiones más directas con Gandía, Játiva, Mogente, Castellón y Vinaroz. Hasta el año 2008 era también cabecera de la antigua línea C-4, la cual conectaba en principio la estación del Norte con la de Ribarroja de Turia, posteriormente con Quart de Poblet y finalmente con Chirivella. Esta línea fue finalmente suprimida en 2020. 
| Línea | estación >               | destino/procedencia             |
| ----- | ------------------------ | ------------------------------- |
|       | Alfafar-Benetúser        | Gandía / Playa y Grao de Gandía |
|       | Alfafar-Benetúser        | Mogente                         |
|       | Valencia-Fuente San Luis | Utiel                           |
|       | Valencia-Fuente San Luis | Caudiel                         |
|       | Valencia-Fuente San Luis | Castellón de la Plana           |

## Conexiones

### Metro
El metro de Valencia permite acceder al recinto gracias a la estación de Xàtiva perteneciente a las líneas 3, 5 y 9, la estación de Bailén perteneciente a la línea 7 y la estación de Alicante perteneciente a la línea 10. También queda cercana la estación de Plaza de España, de las líneas 1 y 2.

### Autobuses
Prestan servicio las siguientes líneas de la EMT Valencia: 

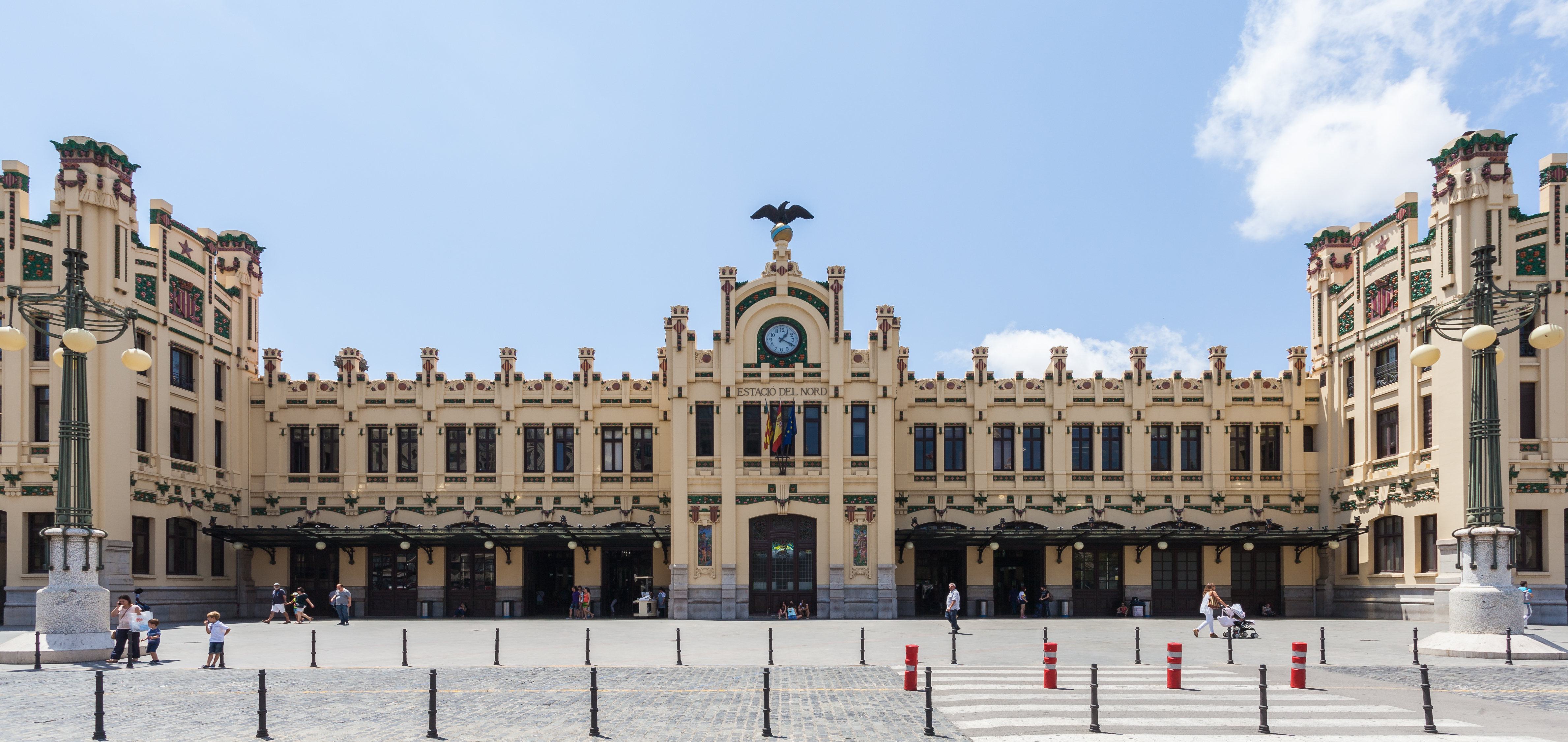
Fachada de la estación del Norte.

| Línea | Recorrido                                                                |
| ----- | ------------------------------------------------------------------------ |
| C1    | Centro histórico                                                         |
| 6     | Torrefiel - Hospital La Fe                                               |
| 7     | Mercado Central - Fuente San Luis                                        |
| 8     | Puerta del Mar - Hospital La Fe                                          |
| 9     | Estación del Norte / La Torre - Sedaví / Horno de Alcedo                 |
| 14    | Estación del Norte - Castellar-Oliveral                                  |
| 19    | Estación del Norte - La Marina / Malvarrosa                              |
| 28    | Ciudad Fallera - Estación del Norte                                      |
| 31    | La Patacona - Estación de Joaquín Sorolla                                |
| 32    | Paseo Marítimo - Plaza del Ayuntamiento                                  |
| 35    | Estación del Norte - Ciudad de las Artes y las Ciencias / Islas Canarias |
| 40    | Universidades - Estación del Norte                                       |
| 60    | Avenida del Oeste - Torrefiel                                            |
| 62    | Benimámet / Feria - Estación del Norte                                   |
| 63    | Campus de Burjasot - Estación del Norte                                  |
| 64    | Benicalap - Estación de Joaquín Sorolla / Hospital La Fe                 |
| 67    | Estación del Norte - Nou Campanar                                        |
| 72    | San Isidro - Estación del Norte                                          |
| 73    | San Isidro / Tres Creus - Estación del Norte                             |
| 81    | Estación del Norte - Avenida de Blasco Ibáñez                            |